# Манта (Италия)
 Тази статия е за градчето в Италия.  За риби от вида Manta birostris вижте Манта.  
Ма̀нта (на италиански и на пиемонтски: Manta) е малко градче и община в Северна Италия, провинция Кунео, регион Пиемонт. Разположено е на 400 m надморска височина. Населението на общината е 3716 души (към 2010 г.).